# 李沅発
李 沅発（り げんはつ、Li Yuanfa、? - 1850年）、清末の天地会の蜂起の指導者。
湖南省新寧出身で天地会に加入していた。1847年の雷再浩の蜂起に参加したが、失敗後は潜伏して再起をうかがっていた。1849年9月、楊倡実・李世英らと「把子会」を結成し、「劫富済貧」を唱えて11月に新寧で蜂起した。五営軍制を立てて「総大哥」を称し、辮髪をやめて服装を改めた。12月に清朝は新寧を包囲し、激戦の結果翌年1月に陥落した。李沅発は包囲を突破し、湖南省・広西省・貴州省の境界の20州県を転戦した。少数民族の参加を得て、勢いは大きく増した。清朝は湖南省・広西省・貴州省・湖北省の軍で攻撃し、李沅発は5月に新寧の金峰山によって抵抗した。6月、湖南提督向栄率いる清軍が金峰山を包囲し、李沅発は捕らえられ、北京で処刑された。